# Volks-Werfer-Brigade 16
Die Volks-Werfer-Brigade 16 war eine deutsche Nebelwerfer-Brigade im Zweiten Weltkrieg.

## Brigadegeschichte
Die Volks-Werfer-Brigade 16 wurde am 6. Oktober 1944 in Bremen durch den Wehrkreis X mit Ersatzgestellung des Brigadestandes durch Bremen (Wehrkreis X, ab 1945 Wehrkreis VII) aufgestellt.
Am 27. November 1944 bestand die Brigade aus dem neu aufgestellten Werfer-Regiment 86 und dem neu aufgestellten Werfer-Regiment 87.
Das Werfer-Regiment 86 wurde mit der Aufstellung der Brigade am 6. Oktober 1944 durch den Wehrkreis XI aufgestellt und kam ohne I. Abteilung zur Brigade.
Ebenso erfolgte mit der Aufstellung der Brigade am 6. Oktober 1944 die Aufstellung des Werfer-Regiments 85 durch den Wehrkreis XI. Auch dieses Regiment kam, wie das Werfer-Regiment 86 auch, ohne I. Abteilung zur Brigade.
Die Volks-Werfer-Brigade 16 kam am 27. November 1944 an die Westfront, wobei beide Werfer-Regimenter aus Hildesheim zugeführt wurde. Die Brigade war dann als Heerestruppenteil in den Ardennen bei der 5. Panzerarmee eingesetzt und war 1945 bei der 1. Fallschirm-Armee am Niederrhein.
Ab dem 28. Februar 1945 war der Major d. R. Walter Wenckel (* 1899) mit der Führung des Werfer-Regiments 86 beauftragt. Für das Werfer-Regiment 87 war ab dem 11. Oktober 1944 mit Major d. R. Rudolf Schwarz (* 1897) ein Offizier mit der Führung beauftragt.
Ab dem 15. November 1944 war die Brigade durch den Oberst Adalbert Leis (* 1898) geführt.

## Gliederung
- Werfer-Regiment 86 mit II. (4–6) und III. (7–9)
- Werfer-Regiment 87 mit II. (4–6) und III. (7–9)